# Comunele Cehiei (A)
Comuna (obec, plural obce) este cel de-al treilea nivel administrativ din Republica Cehă.
Aceasta este o listă a comunelor din Republica Cehă care încep cu litera A.
Această listă este generată cu date din Wikidata și este actualizată periodic de un robot.
 Editările făcute în listă vor fi șterse la următoarea actualizare!
| #  | Comună                          | Populație | Suprafață (km2) | District                  |
| -- | ------------------------------- | --------- | --------------- | ------------------------- |
| 1  | Aš                              | 12.684    | 55,86           | okres Cheb                |
| 2  | Adamov                          | 4.616     | 3,78            | okres Blansko             |
| 3  | Albrechtice                     | 3.808     | 12,69           | okres Karviná             |
| 4  | Adamov                          | 1.040     | 1,03            | okres České Budějovice    |
| 5  | Albrechtice nad Vltavou         | 1.027     | 36,73           | okres Písek               |
| 6  | Albrechtice nad Orlicí          | 1.014     | 5,23            | okres Rychnov nad Kněžnou |
| 7  | Archlebov                       | 860       | 13,33           | okres Hodonín             |
| 8  | Abertamy                        | 831       | 8,7             | okres Karlovy Vary        |
| 9  | Albrechtičky                    | 694       | 3,96            | okres Nový Jičín          |
| 10 | Adršpach                        | 482       | 19,65           | okres Náchod              |
| 11 | Albrechtice                     | 436       | 10,07           | okres Ústí nad Orlicí     |
| 12 | Arnoltice                       | 421       | 5,54            | okres Děčín               |
| 13 | Andělská Hora                   | 402       | 8,08            | okres Karlovy Vary        |
| 14 | Andělská Hora ve Slezsku        | 357       | 15,9            | okres Bruntál             |
| 15 | Albrechtice v Jizerských horách | 344       | 24,54           | okres Jablonec nad Nisou  |
| 16 | Alojzov                         | 251       | 4,64            | okres Prostějov           |
| 17 | Arnolec                         | 196       | 11,36           | okres Jihlava             |
| 18 | Anenská Studánka                | 193       | 7,9             | okres Ústí nad Orlicí     |
| 19 | Adamov                          | 135       | 2,76            | okres Kutná Hora          |
| 20 | Arneštovice                     | 85        | 5,42            | okres Pelhřimov           |